# Annexine
Annexine A5 is een eiwit dat zich aan negatief geladen biologische membranen kan binden. Voor de binding aan het negatief geladen membraan is calcium nodig. Annexine A5 bindt het beste aan membranen die de fosfolipide fosfatidylserine bevatten.

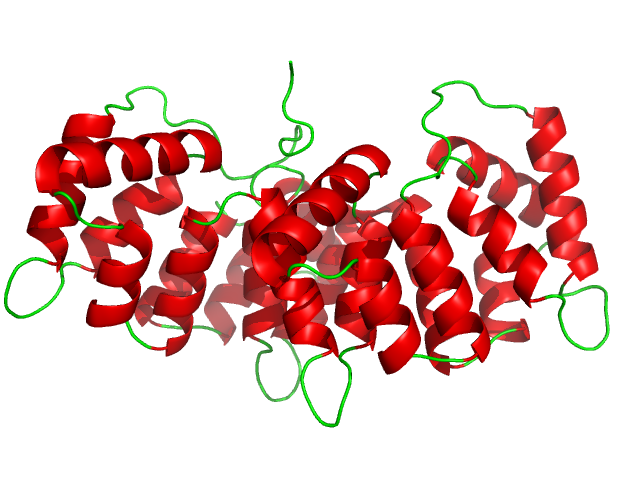
Kristalstructuur van het menselijke annexine III

## Fosfatidylserine
Biologische membranen zijn opgebouwd uit een dubbele laag van fosfolipiden. Het membraan dat de cel afschermt van de omgeving wordt het plasmamembraan genoemd. De fosfolipiden zijn negatief geladen aan de kant die naar het cytosol is gekeerd. De fosfolipiden die naar het externe milieu zijn gekeerd zijn neutraal.
Cellen die tot apoptose (geprogrammeerde celdood) overgaan transporteren negatief geladen fosfolipiden van de binnenste naar de buitenste laag van het plasmamembraan. Het gevolg is dat de cel aan de buitenzijde een celoppervlak met negatief geladen fosfolipiden heeft. Dit oppervlak wordt door fagocyten herkend, die vervolgens de dode cel opruimen.

## Herkenning dode cellen
Annexine A5 wordt in laboratoria gebruikt om dode cellen aan te tonen. Het eiwit wordt voorzien van een fluorescent label, waarna het aan de cellen wordt toegevoegd. Het eiwit bindt zich dan aan de dode cellen door het negatieve celoppervlak. Door middel van een fluorescentiemicroscoop kunnen vervolgens cellen die annexine A5 hebben gebonden gedetecteerd worden. Ook kan Annexine A5 radioactief gelabeld worden waardoor het in proefdieren en mensen mogelijk is, plaatsen waar celdood optreedt op te sporen. Deze techniek heeft potentie om in de toekomst gebruikt te worden om, naast andere toepassingen, het effect van de behandeling van kanker beter te kunnen vaststellen. Het is hiervoor in klinische studies al gebruikt. Daarnaast is het al toegepast om de grootte van een hartinfact te kunnen vaststellen.